# Sylvia Molloy
Sylvia Molloy (Buenos Aires, 19 de agosto de 1938 - 14 de julho de 2022) foi uma escritora, ensaísta, editora, crítica e docente argentina.
Mudou-se para a França aos 20 anos de idade, formou-se como Doutora em Literatura Comparada pela Sorbonne, estabeleceu-se em seguida nos Estados Unidos, onde lecionou nas universidades de Yale e Princeton. Criou em 2007 o mestrado em escrita criativa em espanhol na Universidade de Nova York.
Na literatura, com a publicação de seu primeiro romance, En breve cárcel (1981), se converteu em pioneira em tratar os temas da literatura LGBT argentina e latinoamericana. Além disto, estudou a autobiografía como género literário no livro Acto de presencia. La escritura autobiográfica en Hispanoamérica (1991) e incorporou sua própria teoria em livros como El común olvido (2002) e Vivir entre lenguas (2016). 

## Vida e obra
Sylvia Molloy nasceu en 19 de agosto de 1938 na cidade de Buenos Aires, Argentina, sendo filha de um pai irlandês e uma mãe francesa. Falante de três idiomas: espanhol, por sua nacionalidade, inglês, por estudar em uma escola bilíngue em sua cidade e francês, aprendido posteriormente para resgatar a língua de herança esquecida por sua mãe.
Em 1958, mudou-se a París onde, em 1967, se formou em Literatura Comparada na Sorbonne com uma tese sobre a difusão da literatura hispano-americana em francês.  Posteriormente, morou nos Estados Unidos, onde deu aula nas universidades de Yale e Princeton, onde foi a primeira mulher a conseguir um cargo permanente.
Molloy atuou como bolsista da Fundação Guggenheim, do Fundo Nacional para as Humanidades, do Social Science Research Council e da Fundação Civitella Ranieri. Em 1981, publicou na editora Seix Barral seu primeiro livro, o romance En breve cárcel, pioneiro da literatura lésbica argentina e latinoamericana. A obra que explora, por meio de um triangulo amoroso, representações sociais do corpo e do desejo feminino e teve sua publicação tardia na Argentina em virtude do contexto político de ditadura militar do país. En breve cárcel, é possível evidenciar as relações intertextuais com a obra de Teresa de La Parra e Gabriela Mistral em que a experiencia lésbica é mantida em silencio e só se alude a ela de forma implícita. Em 1991, publicou, inicialmente em inglês, o livro Vale o escrito. A escrita autobiográfica na América Hispânica, publicado em português em 2003. Em 2001, presidiu a Modern Language Association of América e o Instituto Internacional de Literatura Ibero-americana. Em 2002, publicou em Norma seu segundo romance, El común olvido, sobre a última ditadura militar argentina. Em 2003, publicou o livro de relatos Varia imaginación (2003), que possui características do gênero autobiográfico e ensaístico.
Em 2007, criou o mestrado em escritura criativa em espanhol na Universidade de Nova York, a primeira dos Estados Unidos.  Além disto, ocupou a cátedra de Humanidades Albert Schweitzer. Essa mesma universidade lhe concedeu o título de doutora honoris causa e de professora emérita.
No ano de 2010, publicou na Eterna Cadencia seu terceiro romance Desarticulaciones, sobre o alzheimer. Em 2016, publicou na mesma editora sua segunda coleção de relatos, Vivir entre lenguas, uma «reflexão autobiográfica» sobre seus distintos idiomas. Além de ficção, publicou também ensaios.
Molloy faleceu de câncer na cidade de Nova York em 14 de julho de 2022, aos 83 anos. Um ano despois de sua morte, Eterna Cadencia editou seu terceiro livro de relatos, Animalia.

## Obras

### Ensaios
- La Diffusion de la littérature hispano-américaine en France au XXe siècle (1972)
- Las letras de Borges (1979)
- Acto de presencia: la literatura autobiográfica en Hispanoamérica (1997)
- Poses de fin de siglo. Desbordes del género en la modernidad (2013)
- Citas de lectura (2017)
- Hispanisms and Homosexualities (1998, com Robert McKee Irwin)
- Poéticas de la distancia. Adentro y afuera de la literatura argentina (2006, com Mariano Siskind)

### Ficção
- En breve cárcel (1981)
- El común olvido (2002)
- Varia Imaginación (2003)
- Desarticulaciones. (2010)
- Vivir entre lenguas (2016)